# Клин-Бельдинский сельсовет
Клин-Бельдинский сельсовет — упразднённая административно-территориальная единица, существовавшая на территории Рязанской губернии и Московской области до 1966 года.
Клин-Бельдинский сельсовет был образован в первые годы советской власти. В конце 1920-х годов он входил в состав Григорьевской волости Зарайского уезда Рязанской губернии.
В 1929 году Клин-Бельдинский с/с был отнесён к Зарайскому району Коломенского округа Московской области.
5 апреля 1936 года к Клин-Бельдинскому с/с был присоединён Филипповический сельсовет.
17 июля 1939 года к Клин-Бельдинскому с/с был присоединён Староподастрамьевский сельсовет (селения Астрамьево, Горюшкино, Староподастрамьево и Чирьяково).
14 июня 1954 года к Клин-Бельдинскому с/с был присоединён Саблинский с/с.
1 февраля 1963 года Зарайский район был упразднён и Клин-Бельдинский с/с вошёл в Коломенский сельский район. 11 января 1965 года Клин-Бельдинский с/с был передан в восстановленный Зарайский район.
20 декабря 1966 года Клин-Бельдинский с/с был упразднён. При этом селения Ивашкино, Логвёново, Саблино и Требовое были переданы в Летуновский с/с, а Астрамьево, Клин-Бельдин, Староподастрамьево, Филипповичи и Чирьяково — в Ильицинский с/с.